# Vorsdonkbos-Turfputten
Het Vorsdonkbos-Turfputten is een natuurgebied in de Belgische gemeente Aarschot. Het gebied is 63 hectare groot en wordt beheerd door Natuurpunt.

## Beschrijving
Het natuurgebied Vorsdonkbos-Turfputten is gelegen in de plaats Gelrode ten noorden van de spoorlijn 35 tussen Leuven en Hasselt. Het gebied is vooral opmerkelijk door de grote verscheidenheid aan biotopen die hier voorkomen. Dit zorgt ervoor dat zowel zure vegetaties als kalkminnende planten hier naast elkaar kunnen overleven. De biotopen die hier voorkomen zijn onder andere broekbos, natte hooiweiden en trilveen.
Het gebied is een van de laagste punten van het Hageland. Hierdoor wordt op deze plek veel water verzameld. Een dele van het water is afkomstig van neerslag die in de bodem dringt op de nabijgelegen diestiaanheuvels, zoals de Eikelberg aan de andere kant van de spoorlijn ten zuiden van het gebied. Dit water komt in het Vorsdonkbos-Turfputten weer aan het oppervlak.

## Flora
Door de zeer specifieke bodemgesteldheid komen in het Vorsdonkbos-Tufputten zeer uiteenlopende planten voor. Enkele opvallende soorten zijn onder andere veldrus, blauwe knoop en gevlekte orchis.